# ベネトン

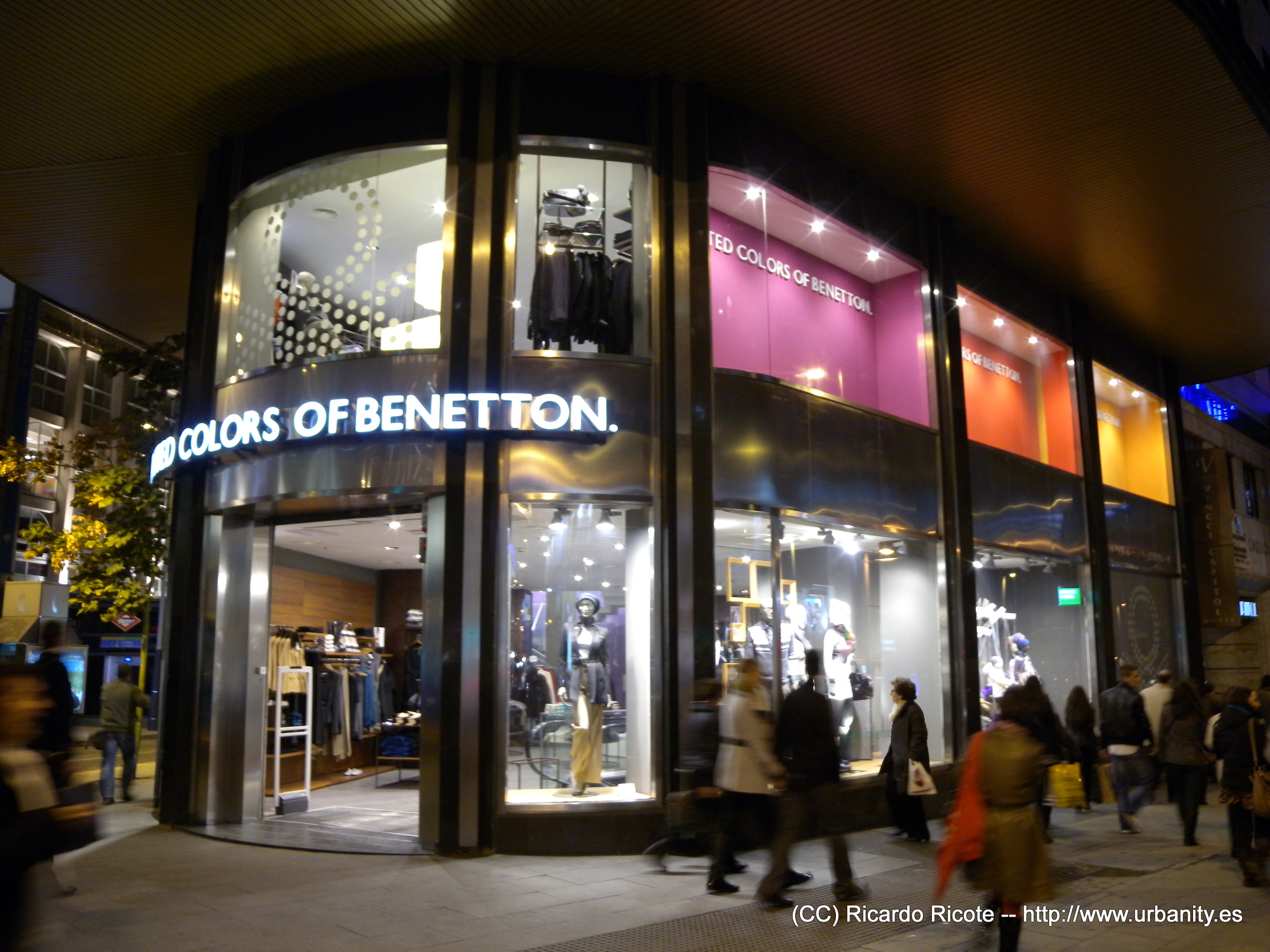
マドリッドの店舗

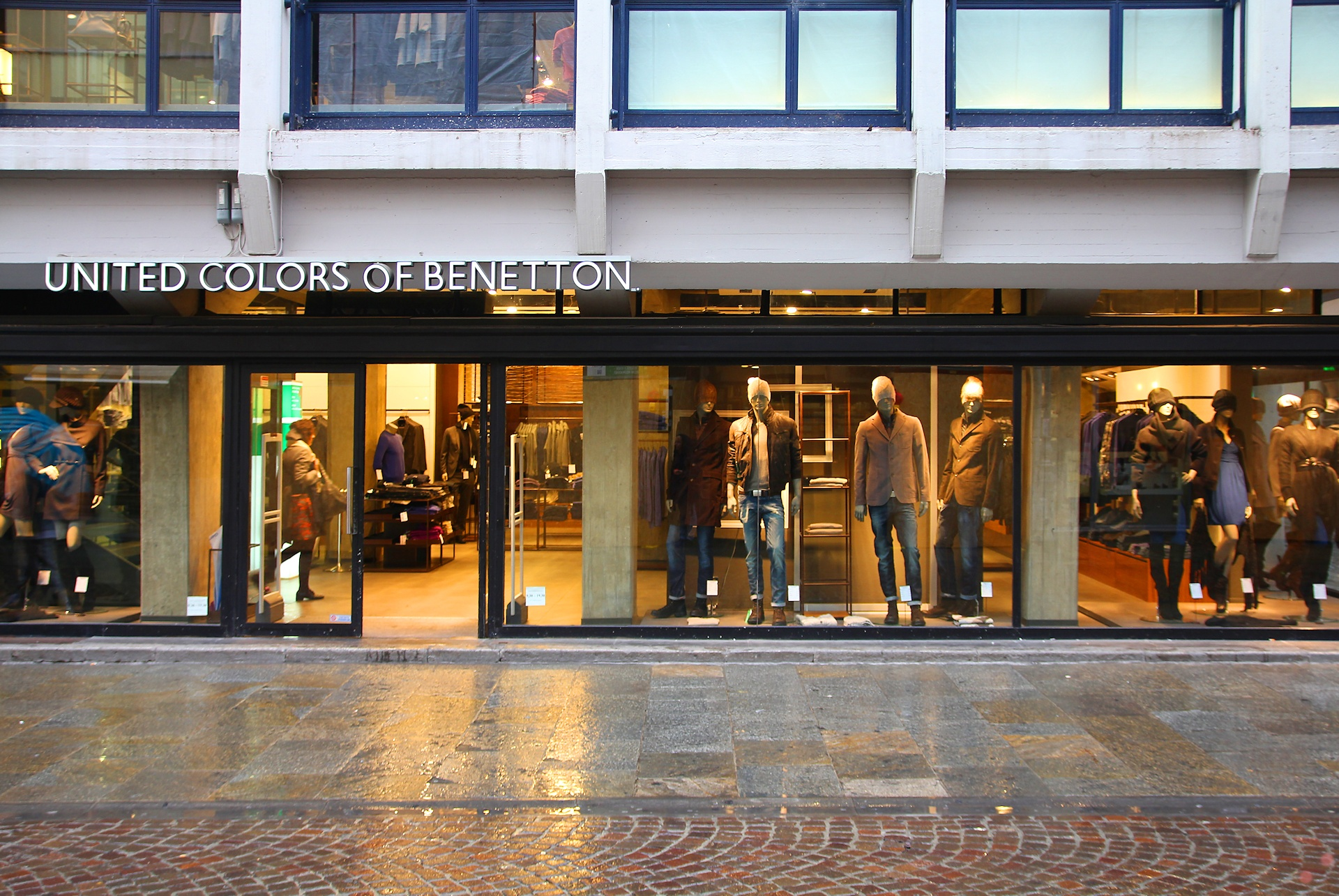
イタリアの店舗

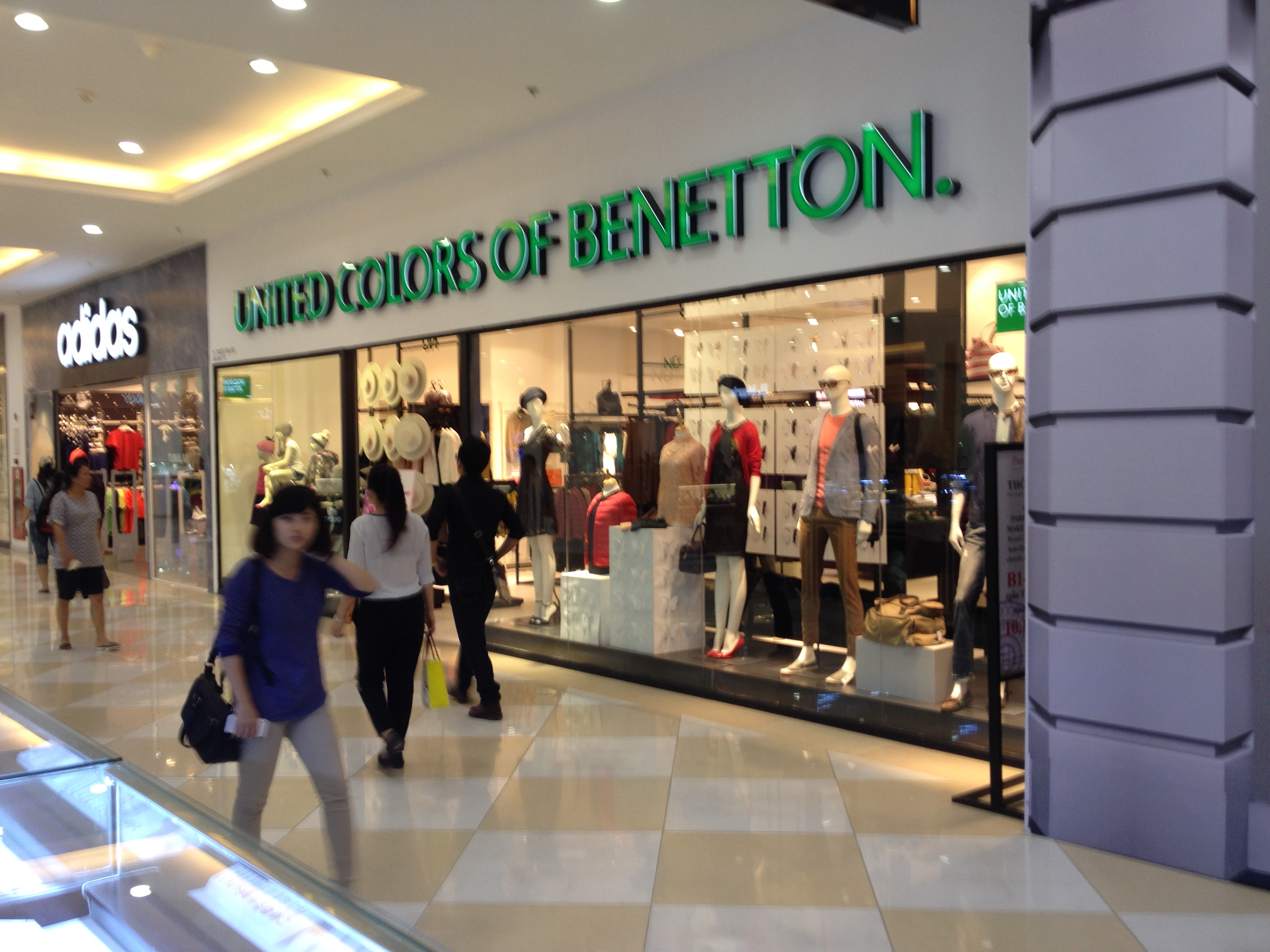
ハノイの店舗

ベネトン (Benetton イタリア語: [benetˈton]) は、イタリアの企業グループである。

## 概要
1965年に、トレヴィーゾでルチアーノ・ベネトンにより創業された。当時のセーターといえば、地味な色のものばかりであったが、ルチアーノの妹、ジュリアーナ・ベネトンが作ったカラフルなセーターをヒントに得たことがきっかけとされる。現在のベネトンの特徴とされているカラフルな色遣いは、第二次世界大戦直後の暗い世界から早く脱却したいというルチアーノの強い思いが強く込められていたといわれる。2015年時点で世界60か国で展開する「ユナイテッド・カラーズ・オブ・ベネトン (UNITED COLORS OF BENETTON) 」を筆頭に、「SISLEY」や「プレイライフ」「Killer Loop」などの服飾ブランドを展開する。
配下には、スキー用品のノルディカ、ローラーブレード、高速道路社アウトストラーダおよび高速道路のサービスエリアから展開したレストランチェーンの「アウトグリル（Autogrill）」 などがある。かつてはF1チーム「ベネトン・フォーミュラ」も抱えていたが、2000年にルノーに売却した。
2008年には、シンガポール政府投資公社（GIC）がベネトン家の持株会社であるシントニアの株式の14.3%を取得することがシントニアによって発表された。

## 歴史

### 1965年 - 1978年
- 1965年ベネトングループが創業
- 1969年イタリア以外の国で、初のストアがパリにオープン
- 1978年商品の60% を海外で販売するようになる

### 1980年代
- 1980年マディソン・アヴェニューにニューヨーク初出店
- 1982年東京に初の日本店舗オープン
  - 写真家オリビエーロ・トスカーニとのコラボレーションがスタート。
- 1983年ティレルチームのスポンサーとしてF1に参加。
- 1984年アルファロメオチームのスポンサーとしてF1に参加（1985年まで）。
- 1985年ベネトンの広告がフランスの“Grand Prix de la Publicite”に表彰される。F1のトールマンチームのスポンサーとなる。
- 1986年ミラノ、フランクフルト（1988年）、ニューヨーク（1989年）の株式市場で上場する。トールマンチームを買収し、Benetton Formula Limited（ベネトン・フォーミュラ）に改名してF1へ参戦開始。
- 1987年Fondazione Benetton Studi e Ricercheの設立と、the  International Carlo Scarpa Prizeの設立
- 1989年東ヨーロッパおよび旧ソ連市場へ参入

### 1990年代
- 1991年雑誌『COLORS』創刊。4か国語で出版、40か国で販売。
- 1994年ベネトン・グループの コミュニケーション・リサーチ・センター「Fabrica（ファブリカ）」の創立。ミハエル・シューマッハがF1ドライバーズチャンピオンとなる。
- 1995年ミハエル・シューマッハが2年連続F1ドライバーズチャンピオン、F1コンストラクターズチャンピオンのダブルタイトルを獲得。

### 2000年代
- 2000年ベネトン・フォーミュラをルノーへ売却（ただし、2001年まで「ベネトン」としてF1に参戦）。
- 2003年ベネトン家は一族経営のスタイルを変え、マネージャー達により責任を与える
- 2006年10月10日 パリ、ポンピドゥー・センターにてFabrica: Les Yeux Ouverts（目を開け）というタイトルでベネトンのファッションショーの開催。
- 2008年インドのトレント（タタ・ファミリー）、メキシコのシアーズ（スリム・ファミリー）とのパートナーシップを結ぶ。Microcredit Africa がコミュニケーションキャンペーンを行う。
- 2009年イスタンブールにて近未来的なストアをオープン
- 2010年2月 IT'S MY TIME Global Casting Competitionを開始。36日で65,000人以上の参加者、217か国の海外から関心を集め、ウェブサイトは約400万人の訪問者、閲覧件数約6千万を記録
  - 4月-グローバルファッションコミュニティIT'S MY TIMEを開始。
- 2011年 LANA SUTRA プロジェクト:イスタンブール、ミラノ、ミュンヘンとウェブサイトのベネトンコンセプトストアにてイベント。新しい世界的なコミュニケーションキャンペーンUNHATE（アンヘイト）を開始、パリにてアレッサンドロ・ベネトンがプレビューを公開。
- 2012年 ベネトングループの新しい社長アレッサンドロ・ベネトンが創始者ルチアーノ・ベネトンより引き継いだ。11月にFabricaの新しい社長となる。ベネトングループがミラノ株式市場より撤退。グローバル・キャンペーンUNEMPLOYEE OF THE YEARの開始。ロンドンにてアレッサンドロ・ベネトンがプレビューを公開。
- 2013年 ユナイテッド カラーズ オブ ベネトンの2013年SSのキャンペーンではファッションアイコンの若手アーティストを9人起用。同ブランドらしいあざやかな色使いのキャンペーンにモデルとして起用されたのはHanna Ben Abdesslem（ハナ・ベン・アブデスレム）、Kiera Chaplin（キエラ・チャップリン）、Charlotte Free（シャーロット・フリー）、Mario Galla（マリオ・ガラ）、Dudley O’Shaughnessy（ダドリー・オショーネシー）、Matias Perdomo（マティアス・ペルドーモ）、Lea T（リー・T）、Alek Wek（アレック・ウェック）、Elettra Wiedemann（エレットラ・ヴィーデマン）。フォトグラファーにはFabricaのGiulio Rustichelli （ジュリオ・ルスティケリ）を起用。
- 2014年12月 「ニットがつなげるみんなの輪 ベネトンO・SO・ROキャンペーン」として、女優・モデル・アーティストとして活躍する土屋アンナと、長年彼女のバンドメンバーとして連れ添って信頼しているギタリスト・牧野雄至がキャンペーンモデルをつとめた。日本限定アイテムとしてニット、マフラーなどがキャンペーン商品として発売された。
- 2024年10月 日本市場から撤退することを同国法人の公式Instagramにて発表した[1]。

## 広告
- 1984年にはじまるベネトンの広告キャンペーンはオリビエーロ・トスカーニがアートディレクションを務める。その内容は人種差別、戦争、エイズ、環境破壊、リサイクル、難民や虐待等、全世界共通の問題をテーマにしたものがみられる。ファッションの広告として商品ではなく、社会問題を扱う広告として注目を集めるものとなっている。1993年1月には、ルチアーノ・ベネトンのヌード写真と「わたしの服を返してください」という惹句で服のリサイクルを呼び掛けるポスターを制作している（『日本の広告クリエイティブ100選』、株式会社宣伝会議、2017年11月10日）。
- 2011年11月、ブランドのコミュニケーションキャンペーン「UNHATE」が、2012年6月17日～23日に開催された「カンヌ国際クリエイティブフェスティバル2012」で、プレス部門のグランプリを受賞した。ベネトングループの会長アレッサンドロ・ベネトンはこのニュースについて、「UNHATEキャンペーンで、私たちは、コミュニケーションと相互理解を通じて、憎しみ合う文化を乗り越える必要性について世界にメッセージを送りたかった。これを伝えるために私たちはオンラインインタラクションを通してもっとも民主的で現代的なメディアをつかうことにした。」と述べた。

## 広告キャンペーン問題
2011年11月16日より行った「Unhate（反・嫌悪）」をスローガンにした広告キャンペーンにおいて、ローマ教皇とイスラム教指導者のアフマド・アッ＝タイイブ師、アメリカのバラク・オバマ大統領と中華人民共和国の胡錦濤国家主席、イスラエルのベンヤミン・ネタニヤフ首相とパレスチナのマフムード・アッバース自治政府議長、フランスのニコラ・サルコジ大統領とドイツのアンゲラ・メルケル首相らという、それぞれ対立している、または立場が違う指導者同士がキスする合成写真を使用し物議を醸す。特にローマ教皇の合成写真については、教皇庁が掲載中止を求めて法的措置を取る考えを表明した。

## ブランド展開
日本ではメンズ、レディース、キッズ展開している。

## ライセンス商品
現在、以下の企業とライセンス契約を行っている。
- コンドーム、ビデ：オカモト株式会社
  - ※毎年12月1日の世界エイズデーではコンドームを配布している。
- 小学生・中学生・高校生用スクールユニフォーム：瀧本株式会社
- 水着、水着周りグッズ：ニッキー株式会社
- 自転車、三輪車、アウトドア用品、レイングッズ：パール金属株式会社
- 学童用鞄全般（ランドセル、スクールバッグ）、トラベルバッグ、トラベルケース、バッグ（婦人）：株式会社マツモト
- ベルト、 バッグ、 財布（全て紳士）：株式会社モノーロ
- タオル、バスローブ、バスマット、トイレタリー：丸眞株式会社

## 日本国内店舗
- オンラインストア
  - ベネトン オンラインストア
  - ベネトン ZOZOTOWN
  - ベネトン MAGASEEK
  - ベネトン Rakuten Fashion